# Platinum (mixtape)
Albums de PLK
Ténébreux
(2017) Polak
(2018)
Platinum est la deuxième mixtape du rappeur français PLK, sortie le 30 mars 2018 sous les labels Panenka Music et Wagram Music.

## Genèse
Le 1er mars 2018, le rappeur sort le single 	Dis-moi oui en tant que premier extrait de la mixtape. Le clip du single a été tourné au Brésil.
Le 28 mars 2018, il sort le single Platinum en tant que deuxième extrait de la mixtape du même nom.

## Liste des pistes
| 1.  | Pas besoin               | PLK        | Selman, Hologram Lo | 2:56 |
| 2.  | Mentalité                | PLK        | Neva                | 2:54 |
| 3.  | Izé                      | PLK        | Dez Wright          | 3:57 |
| 4.  | A A A                    | PLK        | Benjay              | 3:18 |
| 5.  | La rue                   | PLK        | Kezah               | 3:37 |
| 6.  | Pas les mêmes            | PLK        | Flashbeats          | 3:23 |
| 7.  | Homies                   | PLK        | SIX10               | 3:33 |
| 8.  | Colis piégé (feat. Lefa) | PLK, Lefa  | Benjay              | 3:02 |
| 9.  | Platinum                 | PLK        | Platinumwav         | 2:26 |
| 10. | 260                      | PLK        | Junior Alaprod      | 2:39 |
| 11. | Copine                   | PLK        | Benjay              | 3:20 |
| 12. | High                     | PLK        | Donato              | 3:19 |
| 13. | Niveau                   | PLK        | Keezle              | 3:38 |
| 14. | Dis-moi oui              | PLK        | S2keyz              | 3:08 |
| 15. | Go (feat. Krisy)         | PLK, Krisy | Donato              | 3:13 |
| 16. | C'est grave              | PLK        | Keezle              | 3:27 |
| 17. | Flamenco                 | PLK        | Benjay              | 3:01 |

## Titres certifiés en France
- A A A  Or [3]
- Pas les mêmes  Or [4]
- Copine  Diamant [5]
- Dis-moi oui  Or [6]

### Classement hebdomadaire
| Classements                  | Meilleure position |
| ---------------------------- | ------------------ |
| Belgique (Wallonie Ultratop) | 30                 |
| France (SNEP)                | 13                 |
| Suisse (Schweizer Hitparade) | 90                 |

### Ventes et certifications
| Région        | Certification | Ventes/Streams |
| ------------- | ------------- | -------------- |
| France (SNEP) | Platine       | 100 000        |